# Grahamia vulcanensis
Grahamia vulcanensis är en tvåhjärtbladig växtart som först beskrevs av A, Ntildeón, och fick sitt nu gällande namn av Gordon Douglas Rowley. Grahamia vulcanensis ingår i släktet Grahamia och familjen Anacampserotaceae. Inga underarter finns listade i Catalogue of Life.